# Güicán
Güicán, noto anche come Güicán de la Sierra, è un comune della Colombia facente parte del dipartimento di Boyacá.